# Accademia d'arte drammatica
Un'accademia teatrale (o accademia d'arte drammatica, dal nome dell'arte che vi si insegna) è un'istituzione volta alla formazione professionale e allo sviluppo artistico di attori e registi per il settore dello spettacolo, in particolare quello del teatro.

## Descrizione
Le accademie teatrali sono enti di formazione che possono avere differente natura giuridica: scuole pubbliche, scuole private ma finanziate da enti pubblici, associazioni (con o senza scopo di lucro) affidate a una compagnia teatrale o legate a un teatro stabile, o esclusivamente private. Un'accademia può, in ogni caso, disporre di riconoscimento, patrocinio o finanziamento da parte di enti pubblici, quali per esempio l'Unione europea, la Presidenza di Stato, i ministeri, le regioni, gli enti locali e le istituzioni formative (università e scuole).
Per arricchire la propria formazione, spesso le accademie danno vita a gemellaggi e stage presso altre istituzioni e condivisi con altre scuole di recitazione presenti sul territorio nazionale e all'estero, oppure con teatri di riconosciuta rilevanza.
L'accesso alle accademie è normato da specifici statuti. In alcuni casi è richiesta l'iscrizione col pagamento di un canone, in altri casi, invece, è necessario sostenere prove selettive più o meno impegnative, come nel caso delle accademie internazionali più prestigiose, dei teatri stabili o dei teatri nazionali. Le accademie più prestigiose lavorano con un numero ristretto di allievi, per garantire una formazione più approfondita e specifica a ciascun attore; i criteri di selezione sono perciò più rigidi e richiedono maggiore esperienza. Alcune, agli allievi considerati più meritevoli, prevedono la concessione di borse di studio.
Le lezioni delle accademie durano mediamente dalle 4 alle 8 ore giornaliere, ma possono avere anche organizzazioni più flessibili, e prevedono lo studio di più discipline. Tra le discipline insegnate nelle accademie, anche a seconda dell'indirizzo specifico seguito, si possono trovare:
- recitazione (acting)
- movimento scenico
- dizione ed educazione della voce
- canto
- musica
- acrobatica
- commedia dell'arte
- recitazione in lingua (nei paesi non anglofoni, in genere, lingua inglese)
- storia del teatro
- radiodramma
- danza
- clown
- scrittura scenica
- regia
- doppiaggio
- etica professionale

Un altro elemento fortemente caratterizzante è il metodo. Alcune accademie adottano metodologie più classiche come la Pietro Sharoff, che insegna ai suoi allievi attori il metodo Stanislavskij o quella della pedagogia lecoquiana insegnata presso la Galante Garrone; altre, invece, si affidano a metodologie d'arte drammatica più sperimentali, come l'ITACA, che adotta il metodo Alschitz, sviluppato negli anni novanta.
Ogni accademia necessita inoltre di una guida: un direttore artistico o un rettore, che nelle scuole più strutturate dispone di un comitato o consiglio e di un responsabile per ciascuna area.
Non meno importante, infine, è un certo grado di disciplina e rigore che ogni scuola mantiene per assicurare la formazione dei professionisti: come in ogni scuola, è possibile sospendere o espellere gli allievi che si siano resi protagonisti di comportamenti non conformi alle regole dell'istituto.
Le accademie consegnano generalmente alla fine dei propri corsi di studio attestati, certificati di frequenza e qualifiche professionali, non sempre equipollenti ai titoli di studio emessi da istituzioni pubbliche, ma ugualmente utili per il prosieguo della propria carriera nel professionismo. Nei paesi in cui l'insegnamento ha carattere più privatistico e libero (come gli Stati Uniti o il Regno Unito), tale equiparazione avviene de facto, poiché ad essere tenuta in conto è l'autorevolezza dell'ente educativo più che il riconoscimento statale. In altri, come l'Italia, alcune scuole ricevono l'abilitazione a rilasciare certificati AFAM, equivalenti a una laurea di primo livello. I diplomi accademici di primo livello in recitazioni sono rilasciati dall'Accademia Silvio D'Amico, che al termine dei propri corsi rilascia lauree di primo e secondo livello, dall'Accademia Internazionale di Teatro e dalla Civica Scuola di Teatro Paolo Grassi, che rilasciano al momento unicamente titoli di primo livello, equiparando così il proprio status a quello di un qualsiasi istituto universitario.

## Australia
- Aboriginal Centre for the Performing Arts (ACPA)[1], (Fortitude Valley, Brisbane)
- Australian Institute of Music - Dramatic Arts (Sydney)[2]
- Faculty of Fine Arts and Music, University of Melbourne
- Helpmann Academy (Adelaide)[3]
- Screenwise (Surry Hills, New South Wales)[4]
- Western Australian Academy of Performing Arts (WAAPA), Edith Cowan University (Perth)

### Principali
- National Institute of Dramatic Art, nota anche come NIDA (Sydney)[5]

## Austria
- University of Music and Performing Arts Graz, Graz[6]
- Institute for Theatre and Drama (ACT), Anton Bruckner Private University[7], Linz
- University of Mozarteum, Salisburgo[8]
- Max Reinhardt Seminar, University of Music and Performing Arts, Vienna
- Music and Arts University of the City of Vienna, Vienna
- Theatre, Film and Media Studies - Università di Vienna[9]

## Belgio
- AcSenT Accademie voor Spel en Theater (Anversa)
- Royal Academy of Fine Arts Antwerp (Anversa)
- Erasmushogeschool Brussel (English name: Erasmus University College Brussels)
- LUCA School of Arts, KU Leuven (Bruxelles)
- Royal Conservatory of Ghent dell'University College Ghent(Gand/Aalst)

### Altre
- Institut national supérieur des arts du spectacle et des techniques de diffusion (INSAS), Bruxelles[10]
- Faculty of Arts and Philosophy, Ghent University
- Conservatoire Royal de Liège (Liegi)[11]
- Institut des arts de diffusion (Louvain-la-Neuve)[12]
- {\displaystyle ARTS^{2}}, École supérieure des Arts (Mons)[13]

## Canada

### Alberta
- School of Creative and Performing arts, University of Calgary (Calgary)[14]
- Drama Department, University of Lethbridge Calgary Campus (Calgary)[15]
- Department of Fine Arts and Humanities, University of Alberta Augustana Campus (Camrose, Alberta)[16]
- Department of Fine Arts, Concordia University of Edmonton (Edmonton, Alberta)[17]
- Department of Theatre, MacEwan University (Edmonton)[18]
- Department of Drama, University of Alberta (Edmonton, Alberta)[19]
- Drama Department, University of Lethbridge (Lethbridge)[20]

### Columbia britannica
- University of the Fraser Valley (Abbotsford)[21][22]
- Faculty of Arts, Thompson Rivers University (Kamloops)[23]
- Kelowna Actors Studio (Kelowna)
- School of the Arts, Media + Culture - Trinity Western University Langley (Columbia Britannica)[24]
- School of Performing Arts, Capilano University (North Vancouver)[25]
- New Image College (Vancouver)
- School for the Contemporary Arts, Simon Fraser University (Vancouver)
- Studio 58 (Vancouver)
- Department of Theatre and Film, University of British Columbia (Vancouver)
- VanArts (Vancouver)
- Faculty of Fine Arts, University of Victoria (Victoria (Canada))

### Manitoba
- Faculty of Arts, Brandon University (Brandon (Manitoba))[26]
- Department of English, Theatre, Film & Media at the University of Manitoba (Winnipeg)
- Department of Theatre and Film, University of Winnipeg (Winnipeg)[27]

### Nuovo Brunswick
- Department of Dramatic Art, Université de Moncton (Moncton)
- Department of Drama Studies, Mount Allison University (Sackville, New Brunswick)
- InterAction School of Performing Arts, Saint John, NB

### Terranova e Labrador
- School of Fine Arts, Memorial University of Newfoundland (Corner Brook)

### Nuova Scozia
- Fountain School of Performing Arts, Dalhousie University (Halifax (Canada))
- Faculty of Arts and Social Science, University of King's College (Halifax (Canada))
- Department of English & Theatre, Acadia University (Wolfville, NS)

### Ontario
- School of English & Theatre Studies, University of Guelph (Guelph)[28]
- School of the Arts (SOTA), McMaster University (Hamilton (Ontario))
- Queen's University Dan School of Drama & Music (Kingston (Ontario))
- Department of Theatre, University of Ottawa
- Marilyn I. Walker School of Fine and Performing Arts, Brock University (St. Catharines)[29]
- Faculty of Arts, Laurentian University (Sudbury)
- Centennial College Theatre Arts and Performance (Toronto)
- Centre for Drama, Theatre & Performance Studies - University of Toronto
- Centre for Indigenous Theatre (Toronto)
- George Brown Theatre School (Toronto)
- Randolph Academy for the Performing Arts (Toronto)
- Shakespeare's Globe Centres (Toronto)
- School of the Arts, Media, Performance & Design - York University (Toronto)
- School of Dramatic Art, University of Windsor (Windsor (Ontario))

### Québec
- Conservatoire d'art dramatique de Montréal
- Montréal Children's Theatre
- National Theatre School of Canada (Montréal)
- Faculty of Arts, Università del Québec a Montréal
- Université Laval (Québec)[30]
- Department of Drama, Bishop's University (Sherbrooke)

### Saskatchewan
- Faculty of Media, Art, and Performance - University of Regina (Regina (Canada))
- Department of Drama, University of Saskatchewan (Saskatoon)

## Danimarca
- Den Danske Scenekunstskole (Aarhus, Copenaghen, Odense)[31]
- Copenaghen International School of Performing Arts[32]

## Finlandia
- University of Arts Helsinki[33]

## Francia
- Conservatoire national supérieur d'art dramatique, noto anche come CNSAD (Parigi)
- Scuola internazionale di Teatro Jacques Lecoq (Parigi)
- Centro internazionale per la ricerca teatrale (Parigi)
- Cours Florent (Parigi)
- École nationale supérieure des arts et techniques du théâtre, nota anche come ENSATT (Lione)
- Ecole du Theatre National de Strasbourg (Strasburgo)[34]

### Altre
- Conservatoire de Bordeaux
- Université Sorbonne Nouvelle Paris 3

## Germania
- Accademia d'arte drammatica Ernst Busch (Berlino)
- International Institute of Political Murder (Berlino, Zurigo)
- Universität der Künste Berlin
- Hochschule fur Musik und Theater (Amburgo)[35]
- Università della musica e del teatro Felix Mendelssohn Bartholdy (Lipsia)
- Instituts für Theaterwissenschaft, Università di Lipsia[36]
- Accademia delle arti performative del Baden-Wuerttemberg (Ludwigsburg)
- Scuola Otto Falckenberg (Monaco di Baviera)
- Università di Rostock

## Grecia
- Accademia d'arte drammatica del Teatro nazionale greco (Atene)

## India
- Scuola nazionale indiana d'arte drammatica (Nuova Delhi)
- Accademia d'arte drammatica Barthendu (Lucknow, Uttar Pradesh)
- Sarojini Naidu School of Theatre Arts dell'Università di Hyderabad (Hyderabad)
- Scuola di arti performative Flame (Pune)

## Irlanda
- Cork School of Music, Cork Institute of Technology (Cork)
- Montfort College of Performing Arts (Cork)
- Department of Theatre, University College Cork (Cork)
- Dublin Institute of Technology Conservatory of Music and Drama
- Gaiety School of Acting - Dublino
- Leinster School of Music & Drama - Dublino
- Faculty of Arts, Humanities and Social Sciences - Trinity College Dublin
- UCD School of English Drama Film (Dublino)
- Visions Drama School - Dublino
- O' Donoghue Centre for Drama, Theatre and Performance - National University of Ireland, Galway
- Institute of Technology Sligo (Sligo)[37]

## Italia
In Italia esistono solo tre accademie patrocinate dalla Repubblica, due a Roma e una a Milano, e offrono un diploma accademico di primo livello, equipollente ad una laurea triennale:  L'Accademia nazionale d'arte drammatica "Silvio D'Amico", la Civica Scuola di Teatro Paolo Grassi e l'Accademia Internazionale di Teatro. La seconda ha ricevuto questo titolo ad agosto 2017 e la terza nell'aprile 2016, pur rimanendo privata.
Una delle prime accademie private a strutturarsi con un corso triennale, a tempo pieno, non appartenente al comparto AFAM, con un corpus nutrito di docenti italiani e stranieri, e a dotarsi di una sezione dedicata all'avviamento alla professione è stata il Centro Internazionale La Cometa, del Teatro della Cometa di Roma, fondata nel 1997.

### Campania
- Accademia d'arte drammatica del Teatro Bellini di Napoli (Napoli)

### Emilia-Romagna
- Scuola di teatro di Bologna "Alessandra Galante Garrone" (Bologna)
- Scuola di teatro Iolanda Gazzerro di Ert fondazione- Laboratorio permanente per l'attore (Modena)

### Friuli-Venezia Giulia
- Civica Accademia d'Arte Drammatica Nico Pepe (Udine)

### Lazio
- Accademia Internazionale di Teatro (Roma)
- Accademia nazionale d'arte drammatica "Silvio D'Amico" (Roma)
- Accademia d'arte drammatica "Pietro Scharoff" (Roma)
- Accademia teatrale di Roma Sofia Amendolea (Roma)
- Centro sperimentale di cinematografia (Roma)
- Scuola d'arte cinematografica Gian Maria Volonté (Roma)

### Liguria
- Scuola del Teatro Stabile di Genova (Genova)

### Lombardia
- Accademia dei filodrammatici (Milano)
- Scuola di teatro del Piccolo Teatro di Milano - Teatro d'Europa (Milano)
- Scuola di teatro Quelli di Grock (Milano)
- Civica Scuola di Teatro Paolo Grassi (Milano)
- Scuola del Teatro Musicale (Milano)

### Piemonte
- Scuola del Teatro Stabile di Torino (Torino)
- Scuola del Teatro Musicale (Novara)

### Puglia
- International Theatre Academy of the Adriatic, nota anche come ITACA (Palo del Colle)

### Sicilia
- Scuola del Teatro Stabile di Catania (Catania)
- Istituto nazionale del dramma antico (Siracusa)
- Scuola di recitazione Teatroimpulso (Catania)

### Toscana
- Prima del Teatro-Scuola europea per l'arte dell'attore (San Miniato)
- Accademia Teatrale di Firenze (Firenze)
- L'Oltrarno - Scuola di formazione del mestiere dell’attore (Firenze)

### Veneto
- Accademia Teatrale "Carlo Goldoni" (Venezia - Padova)
- Scuola di recitazione "Giovanni Poli" del Teatro a l'Avogaria (Venezia)

### Altre

#### Abruzzo
- Accademia di arte drammatica dell'Aquila[38]
- Spazio Tre - Scuola di teatro (Teramo)[39]

#### Campania
- Cilea Academy, Napoli[40]
- Scuola del Teatro Stabile di Napoli[41]
- Accademia di Recitazione Teatro Totò (Napoli)[42]
- Scuola di Cinema Teatro e Danza "La Ribalta" (Napoli e Castellammare di Stabia)[43]
- Scuola di recitazione di Cinema e Teatro La Falegnameria dell’Attore (Napoli)

#### Emilia-Romagna
- Fraternalcompagnia – Scuola di Teatro Louis Jouvet (Bologna)[44]
- Scuola di Teatro Colli (Bologna)[45]
- Scuola di Teatro Nino Campisi - Teatro del Navile (Bologna)[46]
- The Bernstein School of Musical Theater (Bologna)[47]

#### Friuli - Venezia Giulia
- Academia Musical Theatre Trieste (AMTT), Trieste[48]

#### Lazio
- Scuola Internazionale di Recitazione Clesis Arte – Roma (Castelnuovo di Porto)[49]
- Accademia d’Arte Drammatica Cassiopea di Roma[50]
- Beatrice Bracco Acting Center (Roma)[51]
- Fondamenta - la Scuola dell'Attore (Roma)[52]
- Nuova Accademia Internazionale d’Arte Drammatica, Q Academy – Impresa Sociale, Teatro Quirinetta, Roma[53]
- Scuola di recitazione Percorsi d’Attore[54] (Roma)
- Scuola del Teatro Stabile di Roma[55]
- Scuola di recitazione teatrale e cinematografica - Il Cantiere Teatrale (Roma)
- Scuola di Teatro La Scaletta (Roma)[56]
- Scuola Jenny Tamburi (Roma)[57]
- Scuola triennale di Alta Formazione Teatrale del Teatro dell'Orologio (Roma)[58]
- Teatro Azione - Scuola di recitazione (Roma)

#### Lombardia
- La Scuola dell’Attore - Il Nodo Teatro (Lonato, Roncadelle, Salò)[59]
- Accademia Teatrale "Francesco Campogalliani", Mantova[60]
- Accademia Centro Teatro Attivo, Milano
- Campo Teatrale, Milano[61]
- Il Faro Teatrale - Scuola di Teatro, Cinema e Danza (Milano)[62]
- Scuola Shakespeare, Milano[63]
- Scuola di Teatro LAB121, Milano[64]
- Scuola Teatro Arsenale, Teatro Arsenale, Milano[65]
- Spazio Gedeone Teatro Scuola di Recitazione, Milano[66]
- Teatri Possibili, Milano[67]
- Adiacademy, Accademia professionale d’Arte Drammatica in Movimento[68], Monza
- Scuola di Teatro Binario 7, Monza[69]
- Scuola di Teatro - Fondazione Teatro Fraschini di Pavia[70]
- Corsi di Recitazione - Scuola di Teatro - Minima Teatro, Milano e Brescia

#### Marche
- Accademia56, Ancona[71]

#### Molise
- Scuola di Recitazione della Compagnia Stabile del Molise (Campobasso)[72]

#### Piemonte
- Scuola del Teatro Musicale, Novara
- Accademia Attori, Torino e Rivoli[73]
- Atelier Teatro Fisico Philip Radice, Torino[74]
- Scuola Formazione Attore (SFA) - Accademia dello Spettacolo di Torino (Torino)[75]
- Gypsy Musical Academy, Torino[76]
- Scuola Teatro Baretti, Torino[77]
- Scuola di recitazione Tangram teatro di Torino[78]
- Scuola di Teatro Sergio Tofano (Torino)[79]
- Scuola di Teatro di Casa del Teatro 3 - L'Arcoscenico (Asti)[80]

#### Puglia
- Scuola Talìa, Brindisi[81]
- Accademia dello spettacolo Unika, Bari[82]

#### Sardegna
- Scuola d'Arte Drammatica Cagliari - Teatro stabile d'arte contemporanea Akròama[83]

#### Sicilia
- Scuola dei Mestieri dello Spettacolo - Teatro Biondo di Palermo[84]

#### Toscana
- Accademia dell'Arte, Arezzo[85]
- Libera Accademia del Teatro, Arezzo[86]
- Artimbanco, Scuola Comunale di teatro di Cecina[87]
- Accademia del Teatro Manzoni, Firenze[88]
- NY Film Academy, Firenze
- Scuola di Cinema Immagina, Firenze
- Scuola di Teatro, Teatro della Toscana, Firenze[89]
- Scuola di teatro L’Imbarco, Firenze[90]
- Scuola l'Oltrarno, Firenze[91]
- Centro Artistico Il Grattacielo - Scuola di recitazione Laura Ferretti, Livorno[92]
- Accademia Cinema Toscana, Lucca[93]
- Scuola di teatro e arti della scena Laboratorio Nove, Sesto Fiorentino

#### Trentino-Alto Adige
- Estroteatro - Scuola di Cinema e Teatro (Trento)[94]

#### Veneto
- Accademia d’arte drammatica “Palcoscenico” del Teatro stabile del Veneto, Padova[95] (chiusa e unitasi all'Accademia Teatrale Veneta, ora entrambe si chiamano "Carlo Goldoni")
- Accademia de LiNUTILE, Padova[96]
- Scuola di Teatro - Teatro Stabile di Verona[97]
- Theama Teatro (Vicenza, Arzignano, Thiene)[98]
- Accademia Teatrale Lorenzo Da Ponte, Vittorio Veneto[99]

## Nuova Zelanda
- Toi Whakaari: NZ Drama School, Wellington[100]

## Norvegia
- Oslo National Academy of the Arts

### Altre
- Department of Linguistic, Literary and Aesthetic Studies - Bergen University[101]
- Faculty of Teacher Education and Art and Cultural Studies, Nord University (Verdal)[102]

## Paesi Bassi
- Theaterschool dell'Università artistica di Amsterdam (Amsterdam)
- ArtEZ Istituto d'Arte (Arnhem)
- Facoltà di Arte della Zuyd Hogeschool (Maastricht)
- HKU Università artistica di Utrecht (Utrecht)

## Portogallo
- Scuola superiore di teatro e del cinema, Lisbona

## Regno Unito

### Galles
- Royal Welsh College of Music & Drama (Cardiff)

### Inghilterra
- Birmingham School of Acting (Birmingham)
- Bristol Old Vic Theatre School (Bristol)
- Cygnet Training Theatre (Exeter)
- University of Exeter[103]
- Guildford School of Acting (GSA) Guildford, Surrey
- Academy of Live and Recorded Arts (ALRA) (Londra)
- Arts Educational Schools (Londra)
- Central School of Speech and Drama (Londra)
- Drama Centre London, University of the Arts London (Londra)
- Drama Studio London (Ealing, Londra)
- Guildhall School of Music and Drama (Londra)
- Italia Conti Academy of Theatre Arts (Londra)
- London Academy of Music and Dramatic Art, nota anche come LAMDA (Londra)
- Mountview Academy of Theatre Arts (Londra)
- Rose Bruford College of Theatre & Performance (Londra)
- Royal Academy of Dramatic Art, nota anche come RADA (Londra)
- East 15 Acting School (Loughton, Essex)
- Manchester School of Theatre (Manchester)
- The Oxford School of Drama (Oxford)

### Scozia
- Royal Conservatoire of Scotland (Glasgow)

### Galles
- Aberystwyth University (Aberystwyth)[104]
- Cardiff School of Education & Social Policy, Cardiff Metropolitan University (Cardiff)
- University of South Wales (Cardiff)[105]

### Inghilterra
- College of Liberal Arts, Bath Spa University (Bath)
- Birmingham City University (Birmingham)[106][107]
- Royal Birmingham Conservatoire
- The Birmingham Theatre School
- Department of Drama and Theatre Arts, University of Birmingham (Birmingham)
- School of the Arts, University of Bolton (Bolton)
- Academy of Creative Training (Brighton)
- University of Sussex (Brighton)[108]
- University of Bristol (Bristol)[109]
- University of the West of England, Bristol[110]
- Music and performing arts, Anglia Ruskin University (Cambridge)
- University of Kent (Canterbury)[111]
- Razzamataz Theatre Schools (Carlisle)
- University of Cumbria (Carlisle)[112]
- University of Chester (Chester)[113] (post-graduate entry)
- Department of Literature, Film and Theatre Studies - University of Essex (Colchester)
- Performers College (Corringham, Essex)
- Coventry University (Coventry)[114]
- Department of Theatre and Performance Studies, University of Warwick (Coventry)
- School of Arts, Università di Derby[115] (Derby (Regno Unito))
- Department of Drama, Theatre and Dance - Royal Holloway, University of London (Egham)
- Laine Theatre Arts (Epsom)
- SLP College (Garforth)
- Drama, Performing Arts and Dance - University of Gloucestershire (Gloucester)
- University of Surrey (Guildford)[116]
- University of Huddersfield (Huddersfield)[117]
- School of The Arts, University of Hull (Kingston upon Hull)
- Kingston School of Art, Kingston University London[118] (Kingston upon Thames)
- Lancaster Institute for the Contemporary Arts, Lancaster University (Lancaster (Lancashire))
- School of Film, Music & Performing Arts - Leeds Beckett University (Leeds)
- University of Leeds (Leeds)[119]
- De Montfort University (Leicester)[120]
- Performing Arts, University of Lincoln (Lincoln (Regno Unito))
- Liverpool Institute for Performing Arts (Liverpool)
- School of Performing Arts, Liverpool John Moores University (Liverpool)
- Associated Studios (Londra)
- Barbara Speake Stage School (Ealing, Londra)
- British American Drama Academy (Londra)
- Brunel University London (Uxbridge, Londra)[121]
- Corona Theatre School (Londra)
- Doreen Bird College of Dance, Music & Theatre Performance (Londra)
- Ecole de Mime Corporel Dramatique (Londra)
- Department of Theatre and Performance - Goldsmiths, University of London[122]
- London Metropolitan University (Londra)[123]
- London School of Dramatic Art
- London School of Musical Theatre (LSMT)
- School of Arts and Creative Industries, London South Bank University (Londra)
- Middlesex University London[124]
- Musical Theatre Academy, Londra
- New London Performing Arts Centre
- School of English and Drama, Queen Mary University of London, Londra
- Susi Earnshaw Theatre School, Londra
- University of Greenwich (Greenwich (Londra))[125]
- Department of Drama, Theatre and Performance - University of Roehampton (Londra)
- University of West London (Ealing, Londra)[126]
- Urdang Academy, Londra
- Young Actors Theatre Islington, Londra
- Faculty of Creative Arts, Technologies & Science (CATS) | University of Bedfordshire (Luton)[127]
- Redroofs Theatre School (Maidenhead, Berkshire)
- Arden School of Theatre (Manchester)
- Manchester Metropolitan University[128]
- Manchester School of Acting
- School of Arts, Languages and Cultures - University of Manchester (Manchester)
- Department of Performing Arts, The Manchester College[129]
- The Arts, Teeside University (Middlesbrough)[130]
- Northumbria University (Newcastle upon Tyne)[131]
- University of Northampton (Northampton)[132]
- University of East Anglia (Norwich)[133]
- School of Humanities and Performing Arts, University of Plymouth (Plymouth)
- University of Portsmouth (Portsmouth)[134]
- University of Central Lancashire (Preston)[135][136]
- Department of Film, Theatre & Television - University of Reading (Reading)
- Masters Performing Arts College is an independent dance/musical theatre (Rayleigh, Essex)
- The Actors' Lab (Salford)
- School of Arts and Media - University of Salford, Manchester (Salford)
- Solent University (Southampton)[137]
- Drama and Theatre Studies, Staffordshire University (Stoke-on-Trent)
- University of Sunderland (Sunderland)[138][139]
- South Gloucestershire and Stroud Colleges (Bristol)
- Stagecoach Theatre Arts (Walton on Thames)
- School of performing Arts, University of Wolverhampton (Wolverhampton)
- University of York (York)[140]
- York St John University (York)[141]

### Irlanda del Nord
- Queen's University Belfast (Belfast)[142]
- Ulster University (Derry)[143]

### Scozia
- Edinburgh Napier University (Edimburgo)[144]
- School of Arts, Social Sciences and Management - Queen Margaret University, Edimburgo
- Theatre Studies, University of Glasgow

## Repubblica Ceca
- Prague Film School[145]
- Theatre Faculty of the Academy of Performing Arts in Prague[146]

## Russia
- Accademia teatrale statale ciuvascia (Kazan')
- Accademia Russa d'Arte Drammatica, nota anche come GITIS (Mosca)
- Scuola Superiore di Teatro M.S. Schepkin (Mosca)
- Accademia d'arte drammatica di San Pietroburgo (San Pietroburgo)

## San Marino
- Accademia Internazionale d'Arte Drammatica "Arengo"[147]

## Slovacchia
- Alta scuola di arti musicali (Vysoká škola múzických umení (VŠMU)) di Bratislava

## Slovenia
- Accademia di Teatro, Radio, Cinema e Televisione - Università di Lubiana

## Spagna
- Institut del Teatre, Barcellona[148]
- Real Escuela Superior de Arte Dramático, nota anche come RESAD (Madrid)
- Escuela Superior de Arte Dramático de Malaga (Malaga)
- Escuela Superior de Arte Dramático de Valencia (Valencia)
- Escuela Superior de Arte Dramático de Sevilla (Siviglia)

## Svezia
- Accademia di Musica e Teatro (Swedish: Högskolan för scen och musik)[149], Università di Göteborg
- Accademia teatrale di Luleå, Università tecnica di Luleå[150]
- Accademia teatrale di Malmö, Università di Lund
- Accademia di arte drammatica di Stoccolma (Stockholms dramatiska högskola)[151]

### Altre
- Wendelsbergs teater och skolscen (Mölnlycke)[152]
- Skara Skolscen, Skara[153]
- Calle Flygare Teaterskola (Stoccolma)[154]
- Stockholms Elementära Teaterskola[155]
- Boulevardteatern Teaterskola (Stoccolma)[156]

## Svizzera
- Bern University of the Arts, Bern University of Applied Sciences, Berna[157]
- La Manufacture - Haute école des arts de la scène, Losanna[158]
- Accademia Teatro Dimitri, Verscio[159]
- European Film Actor School, Zurigo[160]
- International Institute of Political Murder (Berlino, Zurigo)
- Zurich University of the Arts[161]

## Stati Uniti

### California
- Azusa Pacific University (Azusa (California))[162]
- Department of Theater, Dance and Performance Studies - University of California Berkeley (Berkeley)[163]
- UC Davis College of Letters and Science (Davis (California))[163]
- California State University - Fresno[163]
- California State University - Fullerton
- Claire Trevor School of the Arts, Università della California, Irvine[5]
- California State University, Long Beach
- Loyola Marymount University (Los Angeles)
- USC School of Dramatic Arts (SDA) (Los Angeles)
- UCLA School of Theater, Film and Television (UCLA TFT) (Los Angeles)
- American Academy of Dramatic Arts (New York/Los Angeles)
- American Musical and Dramatic Academy (New York/Los Angeles)
- New York Film Academy – School of Film and Acting (NYFA) (New York / Los Angeles / Miami)
- Stella Adler Studio of Acting (New York/Los Angeles)
- Theater Department, Occidental College[164] (Los Angeles)
- Pepperdine University (Malibù)
- Chapman University (Orange (California))
- Department of Theatre and New Dance, Cal Poly Pomona (Pomona (California))[163]
- University of California, Riverside[163]
- UCSD Theatre & Dance (San Diego)
- San Diego State University College of Professional Studies & Fine Arts
- University of San Diego[5]
- American Conservatory Theater - ACT (San Francisco)
- Department of Theater and Dance, University of California Santa Barbara (Santa Barbara (California))
- California Institute of the Arts (CalArts), Santa Clarita
- California State University-Stanislaus (Turlock)[163]
- Actors Studio (New York / West Hollywood)
- Lee Strasberg Theatre and Film Institute (New York / West Hollywood)

### Colorado
- School of Theatre Arts and Dance, University of Northern Colorado (Greeley (Colorado))[165]

### Connecticut
- Theater Department, Wesleyan University (Middletown (Connecticut))[166]
- Yale School of Drama (New Haven, Connecticut)
- Theater Department, Connecticut College (New London (Connecticut))[167]
- University of Connecticut School of Fine Arts (Storrs (Connecticut))[162]

### Columbia
- College of Arts and Sciences, Howard University

### Florida
- University of Miami - Coral Gables[162]
- University of Florida College of the Arts (Gainesville (Florida))
- New York Film Academy – School of Film and Acting (NYFA) (New York / Los Angeles / Miami)
- University of Central Florida College of Arts and Humanities (Orlando (Florida))[162]
- Asolo Conservatory for Actor Training, Università statale della Florida, Sarasota[168]
- Florida State University College of Fine Arts (Tallahassee)
- Broadway Theater Project, University of South Florida, Tampa
- Full Sail University (Winter Park (Florida))

### Georgia
- University of Georgia (Athens (Georgia))
- Department of Theater & Dance, Emory University[169] (Atlanta)
- Theatre Department, Brenau University (Gainesville (Georgia))[170]
- Savannah College of Art and Design (Savannah (Georgia))[162][171]
- Young Harris College (Young Harris)

### Idaho
- Boise State University (Boise)

### Illinois
- School of Theatre Arts, Illinois Wesleyan University (Bloomington (Illinois))
- Columbia College Chicago (Chicago)[172]
- Theatre School at DePaul University (Chicago)[162]
- Loyola University Chicago
- Theatre Conservatory of Chicago College of Performing Arts, Roosevelt University (Chicago)
- University of Chicago[166]
- University of Illinois at Chicago[163]
- Millikin University (Decatur (Illinois))[162]
- American Music Theatre Project, Northwestern University (Evanston, IL)
- College of Fine + Applied Arts, University of Illinois at Urbana-Champaign (Urbana - Champaign)[162]

### Indiana
- College of Arts and Sciences, Indiana University Bloomington (Bloomington (Indiana))
- University of Evansville (Evansville (Indiana))
- Butler University Jordan College of the Arts (Indianapolis)
- Department of Theatre and Dance, Ball State University (Muncie)[173]
- Department of Film, Television, and Theatre - University of Notre Dame (Notre Dame (Indiana))[166]
- University of Vincennes (Vincennes (Indiana))
- Purdue University (West Lafayette (Indiana))

### Iowa
- Department of Theatre Arts at Drake University (Des Moines)[174]

### Kansas
- Emporia State University (Emporia (Kansas))[175]
- Kansas State University (Manhattan (Kansas))

### Kentucky
- Berea College (Berea (Ohio))[163]
- King University (Bristol (Tennessee))
- College of Arts and Sciences, University of Louisville

### Louisiana
- LSU College of Music & Dramatic Arts[176] (Baton Rouge)

### Maryland
- University of Maryland, College Park
- Towson University (Towson)[163]
- McDaniel College (Westminster (Maryland))[163]

### Massachusetts
- Boston University College of Fine Arts[162]
- Department of Performing Arts, Emerson College (Boston)[162][177]
- American Repertory Theater/Moscow Art Theatre (ART/МХАТ) Institute for Advanced Theater Training, Harvard University, Cambridge (Massachusetts)
- Robert J. Morrissey College of Arts and Sciences, Boston College (Chestnut Hill (Massachusetts))
- Westfield State University (Westfield (Massachusetts))[163]
- Clark University (Worcester (Massachusetts))[178]

### Michigan
- School of Music, Theatre & Dance - University of Michigan, Ann Arbor[166]
- College of Arts & Letters, Michigan State University (East Lansing)[163]

### Minnesota
- University of Minnesota-Duluth Department of Theatre[163]
- University of Minnesota - Twin Cities (Minneapolis)[162]
- Saint Cloud State University (Saint Cloud (Minnesota))[163]
- Department of Theatre & Dance, Gustavus Adolphus College (Saint Peter (Minnesota))[179]
- Winona State University (Winona (Minnesota))[163]

### Mississippi
- College of Arts and Sciences, University of Southern Mississippi (Hattiesburg)[180]

### Missouri
- School of Performing Arts, Stephens College (Columbia (Missouri))[181]
- Department of Fine and Performing Arts, Northwest Missouri State University (Maryville (Missouri))[163]
- Webster University (Saint Louis)[162]

### Nebraska
- Nebraska Wesleyan University - Lincoln[162]

### New Jersey
- Department of Theatre & Dance, Drew University (Madison (New Jersey))[182]
- Mason Gross School of the Arts, Rutgers University (New Brunswick)[162]
- William Paterson University (Wayne (New Jersey))

### New York
- SUNY at Albany (Albany (New York))[163]
- SUNY at Binghamton (Binghamton)[163]
- Theater Department, Buffalo State SUNY (Buffalo)[163]
- CUNY Queens College (Flushing (New York))[163]
- SUNY at Fredonia (Fredonia (New York))[163]
- College of Arts and Sciences, Adelphi University (Garden City)
- Hofstra University Department of Drama and Dance (Hempstead (villaggio, New York))[183]
- Cornell University College of Arts & Sciences (Ithaca (New York))
- Department of Theatre Arts, Ithaca College (Ithaca (New York))[184]
- Actors Movement Studio (New York)
- Actors Studio (New York / West Hollywood)
- Actors Studio Drama School della Pace University (New York)
- American Academy of Dramatic Arts (New York/Los Angeles)
- American Musical and Dramatic Academy (New York/Los Angeles)
- Columbia University School of the Arts (New York)
  - Barnard College (New York)[185]
- City University of New York
  - Brooklyn College[163]
  - City College[163]
  - Hunter College[163]
- Fordham University, New York
- HB Studio (Herbert Berghof Studio), New York
- Juilliard School (New York)
- Lee Strasberg Theatre and Film Institute (New York / West Hollywood)
- Marymount Manhattan College (New York)[186]
- New York Film Academy – School of Film and Acting (NYFA) (New York / Los Angeles / Miami)
- Stella Adler Studio of Acting (New York/Los Angeles)
- Tisch School of the Arts, New York University (New York)
- School of Drama at The New School, New York
- Department of Performing and Visual Arts, Wagner College, New York
- Theatre Department at SUNY Oneonta (Oneonta (New York)[163]
- SUNY College at Oswego Theatre Department (Oswego (New York))[163]
- SUNY College at Plattsburgh (Plattsburgh)[163]
- Drama Department, Vassar College (Poughkeepsie)[166]
- State University of New York, Purchase (Purchase, NY)[162]
- Skidmore College (Saratoga Springs (New York))[172]
- Stony Brook University - Theatre Arts Department (Stony Brook)[163]
- Syracuse University (Syracuse (New York))[162]

### North Carolina
- Appalachian State University (Boone (Carolina del Nord))[163]
- University of North Carolina - Chapel Hill (Chapel Hill (Carolina del Nord))
- University of North Carolina at Charlotte (Charlotte (Carolina del Nord))[163]
- Duke University[166] (Durham (Carolina del Nord))
- Elon University (Elon (Carolina del Nord))
- University of North Carolina at Greensboro College of Visual and Performing Arts (Greensboro (Carolina del Nord))[163]
- University of North Carolina School of the Arts (Winston-Salem, NC)
- Wake Forest Department of Theatre and Dance della Wake Forest University (Winston-Salem, NC)

### Ohio
- Baldwin Wallace University (Berea (Ohio))[162]
- Case Western Reserve University (Cleveland)[168]
- Department of Theatre, Ohio State University (Columbus (Ohio)
- Dept. of Dance, Drama, and Film - Kenyon College (Gambier, Ohio)[166][187]

### Oklahoma
- Weitzenhoffer Family College of Fine Arts, University of Oklahoma (Norman (Oklahoma))
- School of Theatre, Oklahoma City University (Oklahoma City)[188]

### Pennsylvania
- Muhlenberg College (Allentown (Pennsylvania))[189]
- School of Theater, Film and Media Arts - Temple University (Philadelphia)
- Carnegie Mellon School of Drama (Pittsburgh)
- Conservatory of Performing Arts, Point Park University (Pittsburgh)
- University of Pittsburgh
- Penn State School of Theatre (State College)

### Rhode Island
- Department of Theater Arts and Performance Studies, Brown University (Providence, Rhode Island)

### South Carolina
- Winthrop University (Rock Hill (Carolina del Sud))[190]

### Tennessee
- University of Tennessee (Knoxville)[168]

### Texas
- College of Fine Arts, University of Texas at Austin (Austin)
- Department of Performance Arts, Texas A&M-College Station (College Station (Texas))[163]
- SMU Meadows School of the Arts (Dallas)[168]
- Texas Woman's University (Denton (Texas))[163]
- University of North Texas (Denton (Texas))[163]
- College of Fine Arts - Texas Christian University (Fort Worth)[191]
- Texas State University (San Marcos (Texas))
- Baylor University (Waco)

### Utah
- College of Fine Arts, University of Utah (Salt Lake City)

### Vermont
- Bennington College (Bennington (Vermont))[192]
- Castleton University Department of Theater Arts (Castleton (Vermont))[163]
- Department of Theatre, Middlebury College (Middlebury (Vermont))[166][193]

### Virginia
- College of Visual and Performing Arts, James Madison University (Harrisonburg)
- Hollins University (Roanoke (Virginia))[194]

### Washington
- Cornish College of the Arts, Seattle[195]
- Seattle University[196]
- University of Washington School of Drama, Seattle

### Wisconsin
- University of Wisconsin-Madison (Madison (Wisconsin))

### Altre

#### Alabama
- Auburn University (Auburn (Alabama))
- Department of Theatre, Birmingham-Southern College (Birmingham (Alabama))
- University of Alabama at Birmingham (Birmingham (Alabama))
- College of Arts & Sciences, University of North Alabama (Florence (Alabama))
- Samford University (Homewood (Alabama))
- University of Alabama in Huntsville - Theatre (Huntsville (Alabama))
- Jacksonville State University (Jacksonville (Alabama))
- Alabama School of the Arts, University of Mobile (Mobile (Alabama))
- Department of Theatre & Dance, University of South Alabama (Mobile (Alabama))
- Department of Theatre, University of Montevallo (Montevallo (Alabama))
- Alabama State University (Montgomery (Alabama))
- University of Alabama (Tuscaloosa)

#### Alaska
- College of Arts & Sciences, University of Alaska Anchorage (Anchorage)

#### Arizona
- Department of Theatre, Northern Arizona University (Flagstaff (Arizona))
- College of Fine Arts and Production, Grand Canion University (Phoenix)
- Herberger Institute for Design and the Arts, Arizona State University (Tempe)
- University of Arizona (Tucson)

#### Arkansas
- Henderson State University (Arkadelphia)[197]
- Department of Theatre Arts, Ouachita Baptist University (Arkadelphia)
- Lyon College (Batesville (Arkansas))[198]
- Hendrix College (Conway (Arkansas))[199]
- University of Central Arkansas (Conway (Arkansas))
- Department of Theatre, University of Arkansas (Fayetteville (Arkansas))
- University of Arkansas - Fort Smith (Fort Smith (Arkansas))[200]
- Arkansas State University (Jonesboro (Arkansas))
- Department of Performing Arts and Mass Communication / Liberal and Performing Arts, Southern Arkansas University (Magnolia (Arkansas))
- University of Arkansas at Little Rock (Little Rock)
- Department of Theatre, Harding University (Searcy)

#### California
- Humboldt State University (Arcata (California))[201]
- Music & Theatre Department - California State University, Bakersfield (Bakersfield)
- Dell’Arte International School of Physical Theatre (Blue Lake (California))[202]
- California State University, Dominguez Hills (Carson (California))
- California State University, Chico (Chico (California))
- Pomona College (Claremont (California))[203]
- The Young Americans College of the Performing Arts (Corona (California))[204]
- Vanguard University of Southern California (Costa Mesa)[202]
- College of Letters, Arts, and Social Sciences - California State University, East Bay (Hayward (California))
- School of Arts and Sciences, Concordia University (Irvine (California))
- School of Fine Arts and Communication, Biola University (La Mirada)
- College of Arts and Letters, California State University, Los Angeles (Los Angeles)
- Hussian School of Art (Los Angeles)[205]
- California State University, Northridge (Los Angeles)
- Theatre of Arts (Hollywood, Los Angeles)
- Upright Citizens Brigade Improv and Sketch Comedy Training Center (Los Angeles)[202]
- Saint Mary's College of California (Moraga)[206]
- Mills College (Oakland)[207]
- University of Redlands Theatre Arts Department (Redlands (California))
- School of Arts & Humanities, Sonoma State University (Rohnert Park)
- California State University, Sacramento (Sacramento (California))
- California State University, San Bernardino (San Bernardino (California))
- Academy of Art University School of Acting (San Francisco)
- School of Theatre & Dance, San Francisco State University (San Francisco)
- Shelton Studios, San Francisco
- San Jose State University (San Jose)
- Cal Poly College of Liberal Arts (San Luis Obispo)
- Theatre Arts - Westmont College (Santa Barbara (California))
- Department of Theatre and Dance, Santa Clara University (Santa Clara (California))
- The Arts, University of California Santa Cruz[208]
- Pacific Conservatory of the Performing Arts, Santa Maria (California)
- Actors Circle Theatre, Santa Monica, CA[209]
- Santa Monica College Theatre Arts Department (Santa Monica (California))
- Theater and Performance Studies, Stanford University
- University of La Verne Theatre Arts Department (La Verne)
- California Lutheran University (Thousand Oaks)[210]
- Department of Theatre & Communication Arts, Whittier College (Whittier (California))

#### Colorado
- Theatre Department, Adams State University (Alamosa)
- Department of Theatre and Dance, University of Colorado at Boulder (Boulder (Colorado))[211]
- Colorado College Department of Theatre & Dance (Colorado Springs)[212]
- Department of Visual and Performing Arts, University of Colorado Colorado Springs (Colorado Springs)[213]
- MSU Denver Department of Theatre (Denver)
- Department of Theatre, University of Denver (Denver)
- Department of Theatre, Fort Lewis College (Durango (Colorado))[214]
- School of Music, Theatre, and Dance - Colorado State University (Fort Collins)[215]
- Department of Theatre Arts - Colorado Mesa University (Grand Junction (Colorado)

#### Connecticut
- Western Connecticut State University School of Visual and Performing Arts (Danbury (Connecticut))
- College Of Arts & Sciences, Fairfield University (Fairfield (Connecticut))
- College of Arts & Sciences, Sacred Heart University (Fairfield (Connecticut))
- College of Arts & Sciences, Quinnipiac University (Hamden (Connecticut))[216]
- Department of Theater and Dance, Trinity College (Connecticut) (Hartford)[217]
- Theatre Department, Central Connecticut State University (New Britain)
- Department of Theatre, Southern Connecticut State University (New Haven)[218]
- National Theater Institute, Eugene O’Neill Theater Center (Waterford, CT)
- The Hartt School, University of Hartford (West Hartford)
- College of Arts and Sciences, University of New Haven (West Haven (Connecticut))
- Department of Performing Arts, Eastern Connecticut State University (Willimantic (Connecticut))[219]

#### District of Columbia
- Corcoran School of the Arts & Design, George Washington University (Washington, D.C.)
- National Conservatory of Dramatic Arts (Washington, D.C.)

#### Florida
- Dorothy F. Schmidt College of Arts and Letters, Florida Atlantic University (Boca Raton)
- Lynn University (Boca Raton)[220]
- Theatre Arts, Stetson University (DeLand)[221]
- Department of Performing and Visual Arts, Nova Southeastern University (Fort Lauderdale)
- Bower School of Music & The Arts, Florida Gulf Coast University (Fort Myers)
- Douglas Anderson School of the Arts (Jacksonville)[222]
- Florida Southern College (Lakeland (Florida))
- Department of Fine Arts, Barry University (Miami)
- Florida International University (Miami)
- New World School of the Arts (Miami)[202]
- Valencia College (Orlando (Florida))
- Florida School of the Arts, St. John's River State College (Palatka (Florida))
- Department of Theatre, University of West Florida (Pensacola)
- Flagler College (Saint Augustine (Florida))
- Eckerd College (Saint Petersburg (Florida))[223]
- Department of Visual Arts, Humanities, and Theatre - Florida A&M University (Tallahassee)
- Barbizon Modeling and Acting School, Tampa
- Department of Speech, Theatre and Dance - University of Tampa (Tampa)
- School of Communication & Media, Palm Beach Atlantic University (West Palm Beach)
- Department of Theatre Arts and Dance, Rollins College (Winter Park (Florida))

#### Georgia
- Georgia Southwestern State University (Americus (Georgia))[224]
- Department of Speech Communication and Theatre Arts, Clark Atlanta University (Atlanta)
- Oglethorpe University (Atlanta)[225]
- Theater & Performance Department, Spelman College (Atlanta)
- University of West Georgia (Carrollton (Georgia))
- Columbus State University (Columbus (Georgia))
- University of North Georgia, Theatre Department (Dahlonega)
- Agnes Scott College (Decatur (Georgia))[226]
- School of Arts & Sciences, Piedmont College (Demorest)[227]
- Kennesaw State University (Kennesaw)
- LaGrange College (LaGrange (Georgia))[228]
- Theatre Department, Mercer University (Macon (Georgia))
- Wesleyan College (Macon (Georgia))[229]
- Department of Theatre and Dance, Georgia College (Milledgeville (Georgia))
- Berry College (Mount Berry (Georgia))[230]
- Theatre Department, Shorter University (Rome (Georgia))
- Department of Communication Arts, Georgia Southern University (Savannah (Georgia))
- Department of Communication Arts, Georgia Southern University (Statesboro)
- Valdosta State University (Valdosta)
- School of Performing Arts, Reinhardt University (Waleska)

#### Hawaii
- College of Arts and Humanities, University of Hawaiʻi at Mānoa (Honolulu)

#### Idaho
- College of Idaho (Caldwell (Idaho))[231]
- Theatre Arts Department, University of Idaho (Moscow (Idaho))
- Idaho State University (Pocatello)
- BYU-Idaho Department of Theatre (Rexburg)

#### Illinois
- School of Liberal Arts, Aurora University (Aurora (Illinois))
- Southern Illinois University Carbondale (Carbondale (Illinois))
- Eastern Illinois University (Charleston (Illinois)
- Department of Art & Design, Communications, Media Arts & Theatre - Chicago State University
- North Park University (Chicago)[232]
- NIU College of Visual and Performing Arts (DeKalb (Illinois))
- Southern Illinois University Edwardsville (Edwardsville (Illinois))
- Department of Communication Arts and Sciences, Elmhurst College (Elmhurst (Illinois))
- Principia College (Elsah)[233]
- Eureka College (Eureka (Illinois))[234]
- Knox College (Galesburg (Illinois))[235]
- Illinois College (Jacksonville (Illinois))[236]
- Department of Theater, Lake Forest College (Lake Forest (Illinois))[237]
- Departments of Theatre and Music, McKendree University (Lebanon (Illinois))
- Western Illinois University (Macomb (Illinois))
- Department of Theatre, Monmouth College (Monmouth (Illinois))
- North Central College (Naperville)[238]
- Illinois State University (Normal (Illinois))
- Bradley University (Peoria (Illinois))
- Theater Department, Concordia University Chicago (River Forest (Illinois))
- Department of Theatre Arts and Music, Dominican University (River Forest (Illinois))
- Performing Arts department - Rockford University (Rockford (Illinois))
- Theatre Arts - Augustana College (Rock Island (Illinois))
- College of Arts and Sciences, Governors State University (University Park (Illinois))[239]

#### Indiana
- Theater Department, Wabash University (Crawfordsville (Indiana))
- University of Southern Indiana Performing Arts Department (Evansville (Indiana))
- Purdue University Fort Wayne (Fort Wayne)
- Franklin College (Franklin (Indiana))[240]
- Indiana University Northwest, Department of Performing Arts (Gary (Indiana))
- Goshen College (Goshen (Indiana))[241]
- Department of Communication & Theatre, DePauw University (Greencastle (Indiana))
- Hanover College (Hanover (Indiana))[242]
- Department of Theatre, Huntington University (Huntington)
- Shaheen College of Arts & Sciences, University of Indianapolis (Indianapolis)
- Division of Communication and Theatre, Indiana Wesleyan University (Marion (Indiana))
- Bethel College (Mishawaka)[243]
- Indiana University - Southeast (New Albany (Indiana))[244]
- Saint Mary's College (Notre Dame)[245]
- Theatre Arts Department, Earlham College (Richmond (Indiana))[246]
- Ernestine M. Raclin School of the Arts, Indiana University South Bend (South Bend (Indiana))
- Department of Theater, Indiana State University (Terre Haute)
- Taylor University (Upland (Indiana))[247]
- Valparaíso University Center for the Arts (Valparaíso (Indiana))

#### Iowa
- Department of Music and Theatre, Iowa State University (Ames (Iowa))
- Department of Theatre, University of Northern Iowa (Cedar Falls)
- Department of Theatre Arts, Coe College (Cedar Rapids (Iowa))[248]
- Visual and Performing Arts, St. Ambrose University (Davenport (Iowa))[249]
- Visual and Performing Arts Department, Luther College (Decorah)[250]
- Theatre Arts, Grand View University (Des Moines)[251]
- Department of Theatre, Waldorf University (Forest City (Iowa))[252]
- Theatre and Dance department, Grinnell College (Grinnell (Iowa))[253]
- Department Of Theatre Arts, Simpson College (Indianola (Iowa))[254]
- Division of Performing Arts, University of Iowa (Iowa City)
- Division of Visual and Performing Arts, Graceland University (Lamoni)[255]
- Cornell College (Mount Vernon)[256]
- Department of Theatre, Northwestern College (Orange City (Iowa))[257]
- Fine Arts, Central College (Pella (Iowa))[258]
- Theatre Arts department, Dordt College (Sioux Center (Iowa))[259]
- School of Communication & Arts, Buena Vista University (Storm Lake)[260]

#### Kansas
- Department of Theatre and Dance, Benedictine College (Atchison (Kansas))
- Baker University (Baldwin City)[261]
- Department of Music and Theatre, Fort Hays State University (Hays (Kansas))
- Department of Theatre & Dance, University of Kansas (Lawrence (Kansas))
- MidAmerica Nazarene University (Olathe (Kansas))[262]
- Department of Communication Studies and Theatre Arts, Kansas Wesleyan University (Salina (Kansas))
- Theatre Arts - Sterling College (Sterling (Kansas))
- Department of Theatre, Washburn University (Topeka)
- Friends University (Wichita)[263]
- School of Performing Arts, Wichita State University (Wichita)

#### Kentucky
- Western Kentucky University (Bowling Green (Kentucky))
- Theater Department, Campbellsville University (Campbellsville)
- Thomas More College (Crestview Hill)[264]
- Centre College (Danville (Kentucky))[265]
- Georgetown College (Georgetown (Kentucky))[266]
- College of Arts & Sciences, Northern Kentucky University (Highland Heights (Kentucky))
- Transylvania University (Lexington (Kentucky))[267]
- University of Kentucky (Lexington (Kentucky))
- Bellarmine University (Louisville (Kentucky))[268]
- Morehead State University (Morehead)
- Murray State University (Murray (Kentucky))
- Theatre Arts - Kentucky Wesleyan College (Owensboro)
- University of the Cumberlands (Williamsburg (Kentucky))[269]
- Communication, Worship & Theatre Arts Department - Asbury University (Wilmore (Kentucky))

#### Louisiana
- Grambling State University (Grambling)
- Northwestern State University of Louisiana (Natchitoches)
- School of Humanities, Dillard University (New Orleans)
- College of Music and Fine Arts, Loyola University New Orleans
- Department of Theatre and Dance, Tulane University (New Orleans)
- University of New Orleans (New Orleans)
- Theatre Department, Centenary College of Louisiana (Shreveport)

#### Maine
- Bowdoin College Department of Theater and Dance (Brunswick (Maine))
- University of Maine - Farmington (Farmington (Maine))[270]
- Department of Theatre, University of Southern Maine (Gorham (Maine))[271]
- Bates College (Lewiston (Maine))[272]
- School of Performing Arts, University of Maine (Orono (Maine))
- Department of Theatre, University of Southern Maine (Portland (Maine))
- Colby College, Theater & Dance Department (Waterville (Maine))[273]

#### Maryland
- Johns Hopkins University, Zanvyl Krieger School of Arts & Sciences (Baltimora)
- Department of Fine Arts, Loyola University Maryland (Baltimora)
- Department of Fine & Performing Arts, Morgan State University (Baltimora)
- Theatre Department - University of Maryland, Baltimore County (Baltimora)[274]
- Department of Fine & Performing Arts, Bowie State University (Bowie (Maryland))
- Department of Theatre & Dance, Washington College (Chestertown)
- Department of Theatre and Dance, Frostburg State University (Frostburg (Maryland))
- Department of Theatre & Dance, Salisbury University (Salisbury (Maryland))
- Department of Theater, Film, and Media Studies - St. Mary's College of Maryland (St. Mary's City)
- School of Humanities & Social Sciences, Stevenson University (Stevenson)

#### Massachusetts
- Amherst College Department of Theater and Dance (Amherst (Massachusetts))[275]
- Hampshire College Theatre Program (Amherst (Massachusetts))[275]
- University of Massachusetts Amherst Department of Theater (Amherst (Massachusetts))[275]
- Theater Arts, Emmanuel College (Boston)[276]
- College of Arts, Media and Design - Northeastern University (Boston)
- Suffolk University Theatre Department (Boston)
- Performing Arts Department, University of Massachusetts Boston (Boston)
- Department of Theatre, Bridgewater State University (Bridgewater (Massachusetts))
- School of Humanities, Arts, and Social Sciences - MIT (Cambridge (Massachusetts))
- School of the Arts, Dean College (Franklin (Massachusetts))
- Bard College at Simon's Rock (Great Barrington)[277]
- Department of Theatre, Dance, and Performance Studies - Tufts University (Medford (Massachusetts))
- Smith College Theatre Department (Northampton (Massachusetts))[275]
- Merrimack College (North Andover)[178]
- Department of Theatre and Dance Studies, Wheaton College (Norton (Massachusetts))[278]
- Salem State University (Salem (Massachusetts))
- Mount Holyoke College Department of Theatre Arts (South Hadley)[275]
- Department of Theater Arts, Brandeis University (Waltham (Massachusetts))
- Theatre Department, Wellesley College (Wellesley (Massachusetts))
- Division of Fine Arts, Gordon College (Wenham)
- Center for Theatre and Dance, Williams College (Williamstown (Massachusetts))
- College of the Holy Cross (Worcester (Massachusetts))
- School of Humanities and Social Sciences | Visual and Performing Arts, Worcester State University (Worcester (Massachusetts))[279]

#### Michigan
- Department of Theatre, Albion College (Albion (Michigan))[280]
- Grand Valley State University (Allendale)[281]
- Theatre Department, Alma College (Alma (Michigan))[282]
- Performing Arts Department, University of Detroit Mercy (Detroit)
- Wayne State University College of Fine, Performing, and Communication Arts (Detroit)
- University of Michigan-Flint, Department of Theatre & Dance (Flint (Michigan))
- Aquinas College (Grand Rapids (Michigan))[283]
- Hillsdale College (Hillsdale (Michigan))[284]
- Hope College (Holland (Michigan))
- Theatre Department, Kalamazoo College (Kalamazoo)[285]
- Western Michigan University (Kalamazoo)
- Northern Michigan University (Marquette (Michigan))[286]
- Department of Communication and Dramatic Arts, Central Michigan University (Mount Pleasant (Michigan))
- Department of Music, Theatre and Dance - Oakland University (Rochester (Michigan))
- Department of Theatre, Saginaw Valley State University (Saginaw)
- School of Communication, Media & Theatre Arts - Eastern Michigan University (Ypsilanti (Michigan))

#### Minnesota
- Bethany Lutheran College (Mankato (Minnesota))[287]
- Minnesota State University Mankato Department of Theatre & Dance (Mankato (Minnesota))
- Southwest Minnesota State University (Marshall (Minnesota))[288]
- Theatre - Augsburg University (Minneapolis)
- North Central University (Minneapolis)[289]
- Concordia College (Moorhead (Minnesota))[290]
- School of Performing Arts, Minnesota State University Moorhead (Moorhead (Minnesota))
- Carleton College Department of Theater & Dance (Northfield (Minnesota))
- St. Olaf College (Northfield (Minnesota))[291]
- University of Northwestern – St. Paul (Roseville (Minnesota))
- Bethel University (Saint Paul)[292]
- Concordia University - Saint Paul (Saint Paul)[293]
- Theatre & Dance, Hamline University (Saint Paul)
- Macalester College, Theater and Dance Department (Saint Paul)[294]
- Department of Music & Theatre, Northwestern College (Saint Paul)
- Theater Department, College of Saint Benedict and Saint John's University (St. Joseph)
- Theatre and Dance Department, Saint Mary's University of Minnesota (Winona (Minnesota))

#### Mississippi
- Department of Theatre, Mississippi University for Women (Columbus)
- William Carey University (Hattiesburg)[295]
- Belhaven University (Jackson (Mississippi))[291]
- University of Mississippi (Oxford (Mississippi))[291]

#### Missouri
- Geneva Casebolt College of Music, Arts and Letters - Southwest Baptist University (Bolivar (Missouri))
- Culver-Stockton College (Canton (Missouri))[296]
- Southeast Missouri State University (Cape Girardeau)
- College of Arts and Science, University of Missouri (Columbia (Missouri))
- Central Methodist University (Fayette (Missouri))[297]
- William Woods University (Fulton (Missouri))[298]
- Theatre Department, Missouri Southern State University (Joplin (Missouri))
- College of Liberal Arts & Social Sciences, Avila University (Kansas City (Missouri))
- UMKC Theatre, University of Missouri-Kansas City (Kansas City (Missouri))
- Theatre Department, Truman State University (Kirksville)
- Department of Communication and Theatre, William Jewell College (Liberty (Missouri))
- Division of Fine Arts, Missouri Valley College (Marshall)
- Theatre department, College of the Ozarks (Point Lookout)
- School of Arts, Media, and Communications - Lindenwood University (Saint Charles (Missouri))
- Department of Theatre, Cinema & Dance, Missouri Western State University (Saint Joseph (Missouri))[299]
- Missouri Baptist University (Saint Louis)[300]
- Department of Fine and Performing Arts, Saint Louis University (Saint Louis)
- Performing Arts Department, Washington University in St. Louis (Saint Louis)
- School of Communication & Fine and Performing Arts, Drury University (Springfield (Missouri))
- Evangel University (Springfield (Missouri))[301]
- Missouri State University (Springfield (Missouri))
- University of Central Missouri (Warrensburg (Missouri))[291]

#### Montana
- Theatre Arts - Rocky Mountain College (Billings (Montana))
- Carroll College (Helena (Montana))[302]
- University of Montana (Missoula)

#### Nebraska
- College of Arts and Sciences, Doane University (Crete (Nebraska))
- Hastings College (Hastings (Nebraska))[303]
- Department of Music, Theatre, and Dance - University of Nebraska–Kearney (Kearney (Nebraska))
- Hixson–Lied College of Fine and Performing Arts, University of Nebraska–Lincoln (Lincoln)
- College of Arts and Sciences, Creighton University (Omaha)
- College of Communication, Fine Arts and Media - University of Nebraska-Omaha (Omaha)
- Department of Communication Arts, Wayne State College (Wayne (Nebraska))

#### Nevada
- College of Fine Arts - University of Nevada, Las Vegas (Las Vegas)
- Department of Theatre and Dance - University of Nevada, Reno (Reno (Nevada))

#### New Hampshire
- College of Liberal Arts (COLA) at the University of New Hampshire (Durham (New Hampshire))
- Dartmouth College Department of Theater (Hanover (New Hampshire))
- New England College (Henniker)[304]
- Keene State College Theatre Arts (Keene (New Hampshire))[305]
- Department of Music, Theatre, and Dance - Plymouth State University (Plymouth (New Hampshire))

#### New Jersey
- Department of Fine Arts, Rutgers University - Camden (Camden (New Jersey))
- Rowan University (Glassboro)
- Theatre Arts - Centenary University (Hackettstown)
- Theatre department at Rider University (Lawrenceville (New Jersey))
- School of the Arts, Fairleigh Dickinson University (Madison (New Jersey))
- Ramapo College of New Jersey (Mahwah)[306]
- Montclair State University (Montclair (New Jersey))
- Department of Arts, Culture & Media at Rutgers University - Newark (Newark)
- Princeton University, (Princeton, New Jersey)
- College of Communication and the Arts, Seton Hall University (South Orange)
- Kean University (Union (New Jersey))[291]

#### New Mexico
- University of New Mexico (Albuquerque)
- New Mexico State University Theatre Arts (Las Cruces (Nuovo Messico))
- Eastern New Mexico University (Portales)[307]

#### New York
- Performing Arts Division, Alfred University (Alfred (New York))
- Division of the Arts - Bard College (Annandale-on-Hudson (New York))[308]
- Wells College (Aurora (New York))[309]
- SUNY College at Brockport (Brockport)[310]
- Sarah Lawrence College (Bronxville)[311]
- Long Island University - Post (Brookville (New York))[312]
- Canisius College (Buffalo)[313]
- St. Lawrence University, Theater/Performance Arts (Canton (New York))
- Theatre Department, Hamilton College (Clinton,NY)[314]
- Five Towns College (Dix Hills)[315]
- Elmira College (Elmira (New York))[316]
- Department of Theatre and Dance, SUNY Geneseo (Geneseo)
- Theatre Department, Hobart and William Smith Colleges (Geneva (New York))
- Colgate University - Department of Theater (Hamilton (New York))[317]
- SUNY New Paltz (New Paltz (New York))
- American Mime Theatre, New York
- Atlantic Acting School, New York
- Circle in the Square Theatre School, New York
- CUNY:
  - Performing and Creative Arts Department, CUNY College of Staten Island, New York
  - CUNY Lehman College, New York[318]
  - CUNY York College (Jamaica (Queens))[319]
- Long Island University - Brooklyn[312] (New York)
- Neighborhood Playhouse School of the Theatre, New York
- New York Conservatory for Dramatic Arts (NYCDA), New York
- Upright Citizens Brigade Improv and Sketch Comedy Training Center (New York)[202]
- William Esper Studio, New York
- Theatre & Fine Arts, Niagara University (Niagara Falls)
- Hartwick College (Oneonta (New York))[320]
- SUNY Oswego (Oswego (New York))
- SUNY Potsdam (Potsdam (New York))
- Nazareth College (Rochester (New York))[321]
- Manhattanville College (Purchase (New York))[322]
- Nazareth College (Rochester (New York))[323]
- School of Arts and Sciences, University of Rochester (Rochester (New York))
- St. Bonaventure University (St. Bonaventure,NY)[324]
- Department of Theater and Dance, Union College (Schenectady)[325]
- W. Carroll Coyne Center for the Performing Arts, Le Moyne College (Syracuse)
- The Sage Colleges (Troy (New York))[326]

#### North Carolina
- Lees-McRae College (Banner Elk)[327]
- Brevard College (Brevard)[328]
- Western Carolina University (Cullowhee)
- Theatre Department, Davidson College (Davidson (Carolina del Nord))
- North Carolina Central University (Durham (Carolina del Nord))
- Department of Theatre - Greensboro College (Greensboro (Carolina del Nord))[329]
- Theatre Studies Department, Guilford College (Greensboro (Carolina del Nord))
- North Carolina A&T State University (Greensboro (Carolina del Nord))
- East Carolina University (Greenville (Carolina del Nord))
- David R. Hayworth College of Arts and Sciences, High Point University (High Point (Carolina del Nord))
- Meredith College (Raleigh (Carolina del Nord))[330]
- William Peace University (Raleigh (Carolina del Nord))[331]
- Catawba College (Salisbury (Carolina del Nord))[332]
- Department of Theatre, UNC Wilmington (Wilmington (Carolina del Nord))

#### North Dakota
- Department of Fine and Performing Arts, Dickinson State University (Dickinson (Dakota del Nord))
- North Dakota State University (Fargo (Dakota del Nord))
- University of North Dakota (Grand Forks (Dakota del Nord))

#### Ohio
- Department of Theatre Arts, Ohio Northern University (Ada)
- School of Dance, Theatre, and Arts - University of Akron (Akron (Ohio))
- University of Mount Union Department of Theatre (Alliance (Ohio))
- Department of Theatre, Ashland University (Ashland (Ohio))
- Ohio University, Athens (Ohio)
- Bowling Green State University (Bowling Green (Ohio))
- Cedarville University (Cedarville (Ohio))[333]
- University of Cincinnati (Cincinnati)
- Xavier University (Cincinnati)[334]
- Department of Theatre & Dance, Cleveland State University (Cleveland)
- Capital University (Columbus (Ohio))[335]
- College of Arts and Sciences, University of Dayton (Dayton (Ohio))
- Department of Theatre, Dance, and Motion Pictures - Wright State University (Dayton (Ohio))
- Visual & Performing Arts - University of Findlay (Findlay (Ohio))
- Kent State University (Kent (Ohio))
- Department of Theatre, Ohio State University (Lima (Ohio))
- Department of Theatre and Dance at Ohio Wesleyan University (Delaware (Ohio))
- Department of Theatre, Denison University (Granville (Ohio))[336]
- Beck Center for the Arts, Lakewood (Ohio)
- Department of Theatre, Marietta College (Marietta (Ohio))
- Muskingum University (New Concord)[337]
- College of Arts and Sciences - Oberlin College (Oberlin (Ohio))
- Miami University (Oxford (Ohio))
- Department of Theatre & Dance, Wittenberg University (Springfield (Ohio))
- Heidelberg University (Tiffin (Ohio))[338]
- Department of Theatre and Film, University of Toledo (Toledo (Ohio))
- Otterbein University (Westerville)
- Theatre and Dance, College of Wooster (Wooster (Ohio))[339]
- Cliffe College of Creative Arts and Communication, Youngstown State University (Youngstown (Ohio))

#### Oklahoma
- Theatre Arts - University of Science and Arts of Oklahoma (Chickasha)
- Department of Art, Theater and Communication - Southeastern Oklahoma State University (Durant (Oklahoma))
- University of Central Oklahoma Department of Theatre Arts (Edmond (Oklahoma))
- Department of Art, Music and Theatre Arts - Cameron University (Lawton (Oklahoma))
- Warren M. Angell College of Fine Arts, Oklahoma Baptist University (Shawnee (Oklahoma))
- Oklahoma State University-Stillwater (Stillwater (Oklahoma))
- Northeastern State University (Tahlequah)[340]
- College of Arts & Cultural Studies, Oral Roberts University (Tulsa)
- Henry Kendall College of Arts & Sciences, University of Tulsa (Tulsa)

#### Oregon
- Oregon Center for the Arts at Southern Oregon University (Ashland (Oregon))
- School of Arts and Communication, Oregon State University (Corvallis (Oregon))
- Department of Theatre Arts, University of Oregon (Eugene)
- College of Arts & Sciences, Pacific University (Forest Grove)
- College of Arts, Humanities and Social Sciences - Eastern Oregon University (La Grande)
- Linfield College (McMinnville (Oregon))[341]
- Theatre Arts - Western Oregon University (Monmouth (Oregon))
- College of Arts, Humanities and Social Sciences - George Fox University (Newberg)
- Lewis & Clark Theatre Department, Lewis & Clark College (Portland)
- Portland Actors Conservatory (Portland)
- School of Music & Theater, Portland State University (Portland)
- Theatre Department, Reed College (Portland)[342]
- Department of Performing & Fine Arts, University of Portland (Portland)
- College of Liberal Arts, Willamette University (Salem (Oregon))

#### Pennsylvania
- Department of Performing Arts, Cedar Crest College (Allentown (Pennsylvania))
- Lehigh University (Bethlehem (Pennsylvania))
- Bloomsburg University of Pennsylvania, Bloomsburg
- Bryn Mawr College, Theater Department (Bryn Mawr)
- California University of Pennsylvania, California (Pennsylvania)
- Dickinson College, Department of Theatre and Dance[343] (Carlisle (Pennsylvania))
- DeSales University (Center Valley)[344]
- Department of Visual & Performing Arts, Clarion University (Clarion (Pennsylvania))
- Theater and Dance Department, Ursinus College (Collegeville (Pennsylvania))
- Lafayette College (Easton (Pennsylvania))
- East Stroudsburg University (East Stroudsburg)[345]
- Theatre Arts department, Gettysburg College (Gettysburg (Pennsylvania))[346]
- Theater Arts, Arcadia University (Glenside)
- Department of Theatre & Dance, Seton Hill University (Greensburg (Pennsylvania))
- Department of Theatre, Juniata College (Huntingdon (Pennsylvania))
- Indiana University of Pennsylvania, Indiana (contea di Allegheny, Pennsylvania)
- Franklin & Marshall College (Lancaster (Pennsylvania))[347]
- Bucknell University, Department of Theatre & Dance (Lewisburg (Pennsylvania))[348]
- Department of Communication Arts and Theatre, Allegheny College (Meadville (Pennsylvania))[349]
- Messiah College (Mechanicsburg (Pennsylvania))
- Westminster College (New Wilmington)[350]
- College of Arts & Sciences, Saint Joseph's University (Philadelphia)
- College of Liberal and Professional Studies, University of Pennsylvania (Philadelphia)
- University of the Arts (UArts) (Philadelphia)[351]
- McAnulty College and Graduate School of Liberal Arts, Duquesne University (Pittsburgh)
- Department of Theatre, Albright College (Reading (Pennsylvania))[352]
- Marywood University (Scranton (Pennsylvania))[353]
- University of Scranton (Scranton (Pennsylvania))[354]
- Department of Theatre - Susquehanna University (Selinsgrove)[355]
- Slippery Rock University of Pennsylvania (Slippery Rock)[291]
- Swarthmore College (Swarthmore (Pennsylvania))
- West Chester University of Pennsylvania (West Chester (Pennsylvania))
- Department of Theatre, King's College (Wilkes-Barre)
- Wilkes University (Wilkes-Barre)[356]
- Lycoming University (Williamsport (Pennsylvania))[357]
- York College of Pennsylvania (York (Pennsylvania))[358]

#### Rhode Island
- Department of Performing Arts, Roger Williams University (Bristol (Rhode Island))
- Theatre Department, University of Rhode Island (Kingston (Rhode Island))
- Theatre Arts - Salve Regina University (Newport (Rhode Island))
- Department of Theatre, Dance, and Film - Providence College (Providence)
- Music, Theatre, and Dance Department - Rhode Island College (Providence)

#### South Carolina
- South Carolina School of the Arts, Anderson University (Anderson (Carolina del Sud))
- College of Charleston (Charleston (Carolina del Sud))
- Theatre Department, Presbyterian College (Clinton (Carolina del Sud))
- University of South Carolina (Columbia (Carolina del Sud))
- Coastal Carolina University (Conway (Carolina del Sud))
- Francis Marion University (Florence (Carolina del Sud))
- Bob Jones University (Greenville (Carolina del Sud))[359]
- Department of Theatre Arts - Furman University (Greenville (Carolina del Sud))[360]
- South Carolina Governor's School for the Arts & Humanities (Greenville (Carolina del Sud))[361]
- Coker College (Hartsville (Carolina del Sud))[362]
- Department of Arts and Communication, Newberry College (Newberry (Carolina del Sud))
- Department of Visual & Performing Arts, South Carolina State University (Orangeburg (Carolina del Sud))
- School of the Arts, Converse College (Spartanburg)
- Wofford College (Spartanburg)[363]
- Theatre Department, North Greenville University (Tigerville)

#### South Dakota
- School of Performing Arts, South Dakota State University (Brookings (Dakota del Sud))
- Augustana University (Sioux Falls)[364]
- College of Arts and Sciences, Black Hills State University (Spearfish (Dakota del Sud))
- University of South Dakota (Vermillion (Dakota del Sud))[291]

#### Tennessee
- University of Tennessee at Chattanooga (Chattanooga)
- Department of Theatre & Dance, Austin Peay State University (Clarksville (Tennessee))
- Theatre Department, Lee University (Cleveland (Tennessee))
- Bryan College (Dayton (Tennessee))[365]
- Communication Arts Department, Union University (Jackson (Tennessee))
- Carson-Newman College (Jefferson City (Tennessee))[366]
- East Tennessee State University (Johnson City (Tennessee))
- Maryville College (Maryville (Tennessee))[367]
- Rhodes College (Memphis)[368]
- University of Memphis (Memphis)
- Middle Tennessee State University (Murfreesboro (Tennessee))
- Belmont University, Nashville
- George Shinn College of Entertainment and the Arts, Lipscomb University (Nashville)
- Università Vanderbilt, Nashville
- Department of Theatre Arts, Sewanee: The University of the South (Sewanee (Tennessee))

#### Texas
- Theatre Department, Abilene Christian University (Abilene (Texas))
- College of Liberal Arts, University of Texas at Arlington (Arlington (Texas))
- School of Arts and Humanities, Saint Edward's University (Austin)
- Department of Theatre and Dance, Lamar University (Beaumont (Texas))
- Department of Theatre, Howard Payne University (Brownwood (Texas))
- West Texas A&M University (Canyon (Texas))
- Department of Mass Media Communication & Theatre, Texas A&M University - Commerce (Commerce (Texas))
- College of Liberal Arts, Texas A&M University-Corpus Christi (Corpus Christi)
- KD Conservatory College of Film and Dramatic Arts (Dallas)
- University of Texas Rio Grande Valley (Edinburg (Texas))
- University of Texas at El Paso, College of Liberal Arts (El Paso)
- School of Arts and Letters, Texas Wesleyan University (Fort Worth)
- Department of Theatre, Southwestern University (Georgetown (Texas))
- College of Liberal Arts and Behavioral Sciences, Texas Southern University (Houston)
- University of Houston School of Theatre and Dance, Houston
- Sam Houston State University Department of Theatre and Musical Theatre (Huntsville)
- Drama Department, University of Dallas (Irving (Texas))
- Talkington College of Visual & Performing Arts, Texas Tech University, Lubbock
- Department of Theatre Arts, East Texas Baptist University (Marshall (Texas))
- Drama Department, Midland College (Midland (Texas))
- Stephen F. Austin State University (Nacogdoches)
- School of Fine Arts, Wayland Baptist University (Plainview (Texas))
- Department of Music and Theatre, Prairie View A&M University (Prairie View (Texas))
- Department of Visual and Performing Arts, Angelo State University (San Angelo)
- Eagle Eye Art Academy, San Antonio
- Drama Department, Our Lady of the Lake University, San Antonio
- Department of Human Communication and Theatre, Trinity University, San Antonio[369]
- University of the Incarnate Word, San Antonio
- Austin College (Sherman)[370]
- College of Liberal and Fine Arts, Tarleton State University (Stephenville (Texas))
- Southwestern Assemblies of God University (Waxahachie)[371]
- Midwestern State University (Wichita Falls)

#### Utah
- Department of Theatre Arts and Dance, Southern Utah University (Cedar City)[228]
- Caine College of the Arts, Utah State University (Logan (Utah))
- Weber State University (Ogden (Utah))[372]
- Department of Theatrical Arts, Utah Valley University (Orem)
- BYU College of Fine Arts and Communications (Provo (Utah))
- School of Arts and Sciences, Westminster College (Salt Lake City)
- Theatre and Dance Department, Dixie State University (St George (Utah))

#### Vermont
- Theatre Department, University of Vermont (Burlington (Vermont))
- Fine Arts Department, Saint Michael's College (Colchester (Vermont))

#### Virginia
- Randolph-Macon College (Ashland (Virginia))[373]
- Virginia Polytechnic Institute and State University (Blacksburg (Virginia))
- Department of Communication Studies & Theatre, Bridgewater College (Bridgewater (Virginia))
- University of Virginia (Charlottesville)[374]
- Theatre Department, Emory & Henry College (Emory (Virginia))
- College of Visual and Performing Arts, George Mason University (Fairfax (Virginia))[375]
- Longwood University (Farmville (Virginia))
- Ferrum College (Ferrum)[376]
- Department of Theatre, University of Mary Washington (Fredericksburg (Virginia))
- Theatre Department, Hampden-Sydney College (Hampden Sydney)
- Department of Theater, Dance, and Film Studies - Washington and Lee University (Lexington (Virginia))[377]
- Liberty University (Lynchburg (Virginia))[378]
- Theatre Department, Randolph College (Lynchburg (Virginia))
- University of Lynchburg (Lynchburg (Virginia))[379]
- Christopher Newport University (Newport News)
- Department of Communication and Theatre Arts, Old Dominion University (Norfolk (Virginia))
- Radford University (Radford (Virginia))
- Department of Theatre & Dance, University of Richmond
- VCU School of the Arts (Richmond (Virginia))
- Roanoke College (Salem (Virginia))[380]
- Performing Arts at Mary Baldwin University (Staunton (Virginia))
- Regent University (Virginia Beach)[381]
- Susan S. Goode School of Arts And Humanities, Virginia Wesleyan College (Virginia Beach)
- Department of Theatre, Speech, and Dance - College of William & Mary (Williamsburg (Virginia))
- Shenandoah University (Winchester (Virginia))[382]

#### Washington
- Department of Theatre & Dance, Western Washington University (Bellingham (Washington))
- College of Arts, Letters & Education - Eastern Washington University (Cheney (Washington))
- College of Arts and Humanities, Central Washington University (Ellensburg)[383]
- Theatre Department, Seattle Pacific University (Seattle)
- Department of Theatre & Dance, Gonzaga University (Spokane (Washington))
- Whitworth University (Spokane (Washington))[384]
- School of Arts & Communication, Pacific Lutheran University (Tacoma)
- Theatre Arts Department, University of Puget Sound (Tacoma)
- Department of Theater and Dance, Whitman College (Walla Walla)[385]

#### West Virginia
- Bethany College (Bethany (Virginia Occidentale))[386]
- Theatre and Dance Department, West Virginia Wesleyan College (Buckhannon)
- Davis and Elkins College (Elkins (Virginia Occidentale))
- School of Fine Arts, Fairmont State University (Fairmont (Virginia Occidentale))[387]
- School of Theatre, Marshall University (Huntington (Virginia Occidentale))
- West Virginia University (Morgantown (Virginia Occidentale))
- Shepherd University Theater (Shepherdstown)
- College of Arts & Communication, West Liberty University (West Liberty (Virginia Occidentale))

#### Wisconsin
- Lawrence University - Theatre Arts (Appleton (Wisconsin))[388]
- Department of Theatre, Dance and Media Studies - Beloit College (Beloit (Wisconsin))[389]
- Saint Norbert College (De Pere)[390]
- University of Wisconsin-Eau Claire (Eau Claire)[391]
- University of Wisconsin-Green Bay (Green Bay (Wisconsin))[392]
- Carthage College (Kenosha)[393]
- University of Wisconsin - Parkside (Kenosha)[394]
- Theatre and music theatre department, Viterbo University (La Crosse)
- University of Wisconsin-La Crosse (La Crosse (Wisconsin))[395]
- Department of Theatre Arts, Edgewood College (Madison (Wisconsin))
- Cardinal Stritch University (Milwaukee)[396]
- Marquette University (Milwaukee)
- Peck School of the Arts, University of Wisconsin - Milwaukee (Milwaukee)
- Wisconsin Lutheran College (Milwaukee)[397]
- University of Wisconsin Oshkosh College of Letters and Science (Oshkosh (Wisconsin))
- Department of Theatre, Ripon College (Ripon (Wisconsin))
- University of Wisconsin - Stevens Point (Stevens Point)
- Carroll University (Waukesha)[398]
- University of Wisconsin - Whitewater (Whitewater (Wisconsin))

#### Wyoming
- Casper College (Casper (Wyoming))
- University of Wyoming Department of Theatre and Dance (Laramie)